# コガネムシ

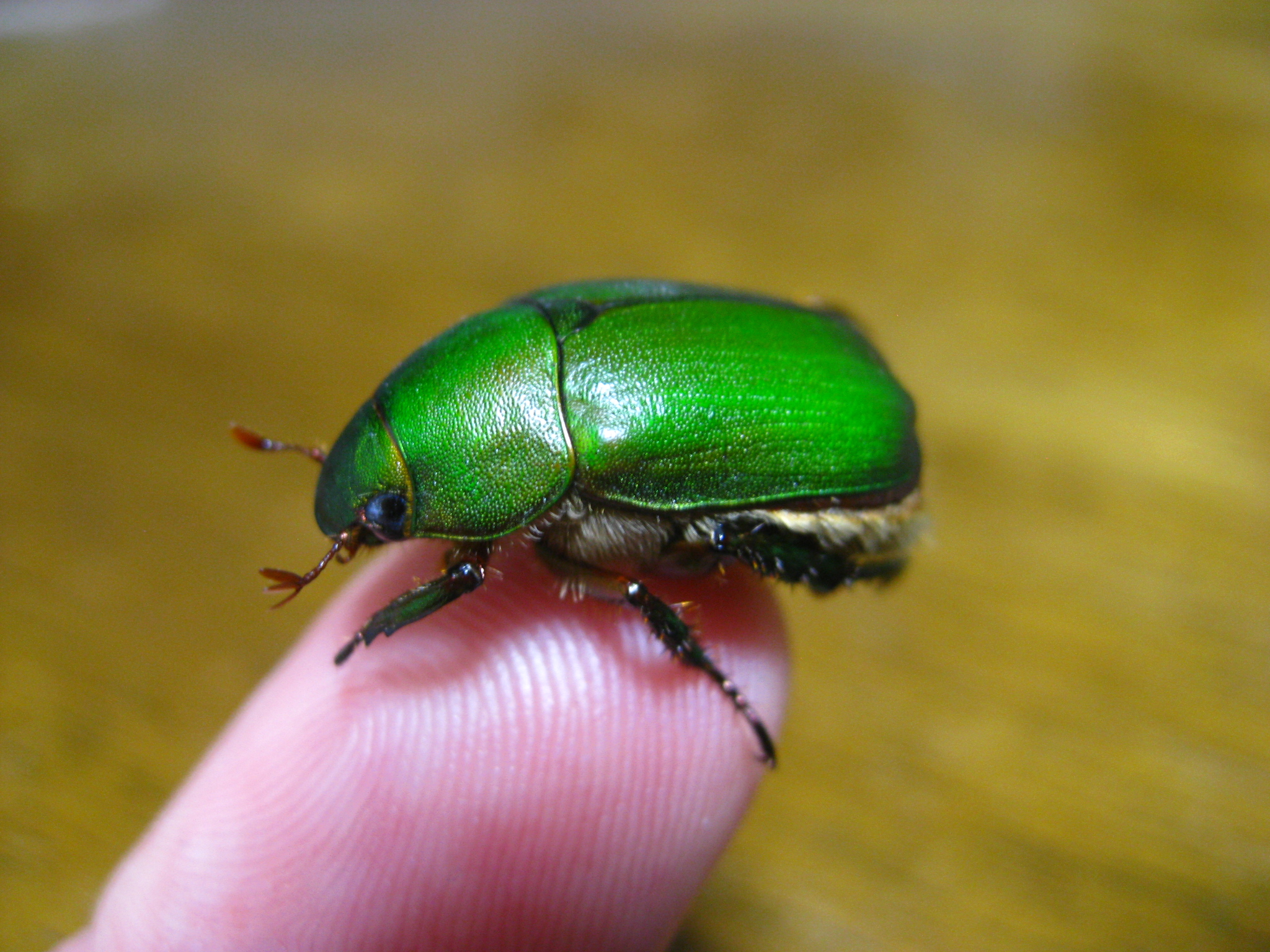
アオドウガネ

コガネムシ（黄金虫、金亀子、Mimela splendens）は、甲虫目コガネムシ科の昆虫。
成虫の体色は時に赤紫の混ざった光沢の鈍い緑色、赤紫・黒紫色のものもある。体長は17-23mm。食性は食葉性であり、サクラ等の広葉樹の葉を食する。
幼虫は土中で植物の根を食べて成長する。
また、コガネムシ科の昆虫の総称または一部のグループを指して「コガネムシ」という場合もある。一般的にカブトムシやダイコクコガネなど形態に著しい特徴があるものを除き、ときにはハナムグリ亜科などのカナブン・ハナムグリの類を除いて草食のものだけをいうこともある。
狭義のコガネムシMimela splendensは、外見的には、前肢基節間に前胸突起が確認できることにより、上記広義のコガネムシと区別できる。
本種には「ナミコガネ」の和名もあるが一般的とはいえず、広義コガネムシとの混乱に注意する必要もある。

## コガネムシに関する作品
- 『こがねむし』 - 中山晋平作曲、野口雨情作詞の童謡。ただし、この「こがねむし」は方言でチャバネゴキブリを指すものであるという説もある。
- 『黄金虫のワルツ』 - 東京メトロ日比谷線の八丁堀駅1番線の発車メロディ。塩塚博作曲。